# Золотилово (Сергиево-Посадский район)
Золотилово — деревня в Сергиево-Посадском районе Московской области России, входит в состав городского поселения Хотьково.

## Население
| 1859 | 1890 | 1899 | 1926 | 2002 | 2006 | 2010 |
| ---- | ---- | ---- | ---- | ---- | ---- | ---- |
| 83   | ↗93  | ↘51  | ↗253 | ↘96  | ↗98  | ↗132 |

## География
Деревня Золотилово расположена на севере Московской области, в юго-западной части Сергиево-Посадского района, примерно в 46 км к северу от Московской кольцевой автодороги, в 10 км к западу от железнодорожной станции Сергиев Посад, по левому берегу реки Пажи бассейна Клязьмы.
В 9 км юго-восточнее деревни проходит Ярославское шоссе М8, в 17 км к югу — Московское малое кольцо А107, в 13 км к северу — Московское большое кольцо А108, в 29 км к западу — Дмитровское шоссе А104. В 2 км южнее — линия Ярославского направления Московской железной дороги.
К деревне приписано 12 садоводческих товариществ (СНТ). Ближайшие сельские населённые пункты — посёлок ОРГРЭС, деревни Гаврилково и Новоподушкино; ближайшая железнодорожная станция — Хотьково.

## История
В «Списке населённых мест» 1862 года — владельческая деревня 1-го стана Дмитровского уезда Московской губернии по правую сторону Московско-Ярославского шоссе (из Ярославля в Москву), в 29 верстах от уездного города и 11 верстах от становой квартиры, при реке Воре, с 9 дворами и 83 жителями (40 мужчин, 43 женщины).
По данным на 1890 год — деревня Митинской волости 1-го стана Дмитровского уезда с 93 жителями.
В 1913 году — 27 дворов.
По материалам Всесоюзной переписи населения 1926 года — центр Золотиловского сельсовета Хотьковской волости Сергиевского уезда Московской губернии в 8,5 км от Ярославского шоссе и 3,2 км от станции Хотьково Северной железной дороги, проживало 253 жителя (141 мужчина, 112 женщин), насчитывалось 40 крестьянских хозяйств.
С 1929 года — населённый пункт Московской области в составе:
- Горбуновского сельсовета Сергиевского района (1929—1930)[14],
- Горбуновский сельсовета Загорского района (1930—1954)[15][16],
- Митинского сельсовета Загорского района (1954—1963, 1965—1991)[17][18],
- Митинского сельсовета Мытищинского укрупнённого сельского района (1963—1965)[17],
- Митинского сельсовета Сергиево-Посадского района (1991—1994)[18],
- Митинского сельского округа Сергиево-Посадского района (1994—2006)[19],
- городского поселения Хотьково Сергиево-Посадского района (2006 — н. в.)[20][21].

## Известные уроженцы
- Мухин Александр Александрович (1899—1988) — художник-примитивист[22].